# Simplicia discosticta
Simplicia discosticta là một loài bướm đêm trong họ Noctuidae.